# Abu-Mussa Issa an-Nawxarí
Abu-Mussa Issa ibn Muhàmmad an-Nawxarí o an-Nuixarí, més conegut simplement per la seva nisba com a an-Nawxarí o an-Nuixarí, fou un general al servei del califes abbàssides a Samarra. Encara que generalment se l'assenyala com a turc, probablement era un persa del Khurasan, perquè la seva nisba, al-Nuixarí o al-Nawxarí deriva de la ciutat de Nawshar o Nushar, al districte de Balkh, al Khorasan.
Sota els califes al-Múntassir i al-Mutazz va governar Damasc (després del 861) i amb el segon (des de 866) va estendre la seva autoritat cap al sud, a Palestina, eliminant el governador de Ramla Issa ibn Xaykh que havia dubtat a reconèixer-lo. Va conservar el seu govern un temps, però després desapareix de les cròniques sense deixar rastre.